# 苍黄食琼脂菌
苍黄食琼脂菌（学名：Agarivorans gilvus）也称淡黄色噬琼胶菌，是食琼脂菌属的下属物种。此物种是一种革兰氏阴性、产琼脂酶、不形成内生孢子、运动性、过氧化氢酶阳性、氧化酶阳性且嗜温的直或弯杆状细菌。此物种用单极鞭毛运动。此物种最早从中国威海海岸采集的新鲜海藻样本中分离出来。